# Karl-Heinz Paqué

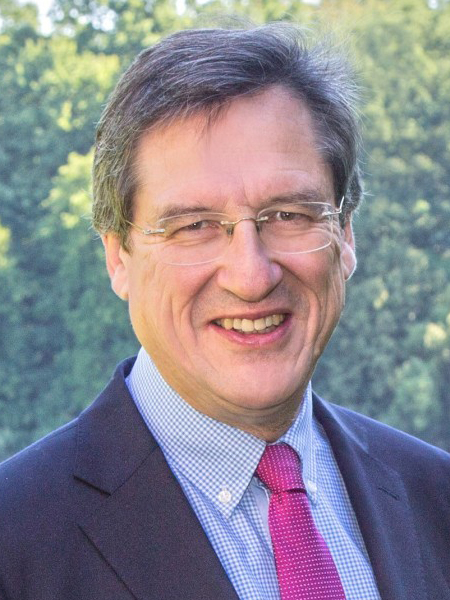
Karl-Heinz Paqué, 2016

Karl-Heinz Paqué (* 4. Oktober 1956 in Saarbrücken) ist ein deutscher Volkswirt und Politiker (FDP). Er war von 2002 bis 2006 Finanzminister in Sachsen-Anhalt. Seit 2018 ist er Vorsitzender der Friedrich-Naumann-Stiftung für die Freiheit und seit 2024 Präsident der Liberalen Internationale.

## Wissenschaftliche Laufbahn
Karl-Heinz Paqué studierte von 1975 bis 1980 Volkswirtschaftslehre an den Universitäten Saarbrücken und Kiel sowie der University of British Columbia; 1980 schloss er sein Studium in Kiel als Diplom-Volkswirt ab. In den folgenden Jahren arbeitete er als Wissenschaftlicher Mitarbeiter am Institut für Weltwirtschaft an der Universität Kiel und, gefördert vom DAAD, als Research Fellow am Center for Study of Public Choice in Blacksburg (Virginia) (Leitung: James M. Buchanan). 1983 kehrte er als Wissenschaftlicher Assistent an die Wirtschafts- und Sozialwissenschaftlichen Fakultät der Universität Kiel zurück, wo er 1986 mit der Arbeit Philanthropie und Steuerpolitik: Eine ökonomische Analyse der Förderung privater Wohltätigkeit summa cum laude promoviert wurde. Bis 1989 war er dort als Hochschulassistent tätig. Sein wichtigster akademischer Lehrer war Herbert Giersch.
Nach einem Stipendium der DFG im Jahr 1990 leitete er von 1991 bis 1996 als Wissenschaftlicher Direktor und später Professor die Forschungsabteilung I Wachstum, Strukturpolitik und internationale Arbeitsteilung im Institut für Weltwirtschaft an der Universität Kiel. 1995 habilitierte er sich und wurde 1996 „in Anerkennung und in Würdigung seiner herausragenden Verdienste um das Institut für Weltwirtschaft an der Universität Kiel und um die empirische Wirtschaftsforschung“ mit der Ehrenprofessur des Landes Schleswig-Holstein ausgezeichnet. Im selben Jahr wurde er auf den Lehrstuhl für Internationale Wirtschaft der Fakultät für Wirtschaftswissenschaft der Otto-von-Guericke-Universität Magdeburg berufen. Nach seiner Wahl in den Landtag von Sachsen-Anhalt im Jahr 2002 ruhte diese Tätigkeit bis 2008. Paqué kehrte zum Sommersemester 2008 auf seinen Lehrstuhl an der Otto-von-Guericke-Universität Magdeburg zurück. Von Juli 2010 bis 2018 war er auch Dekan der Fakultät für Wirtschaftswissenschaft; dabei trat er die Nachfolge von Birgitta Wolff an, die als Kultusministerin ins Kabinett Böhmer II wechselte.

## Politische Laufbahn

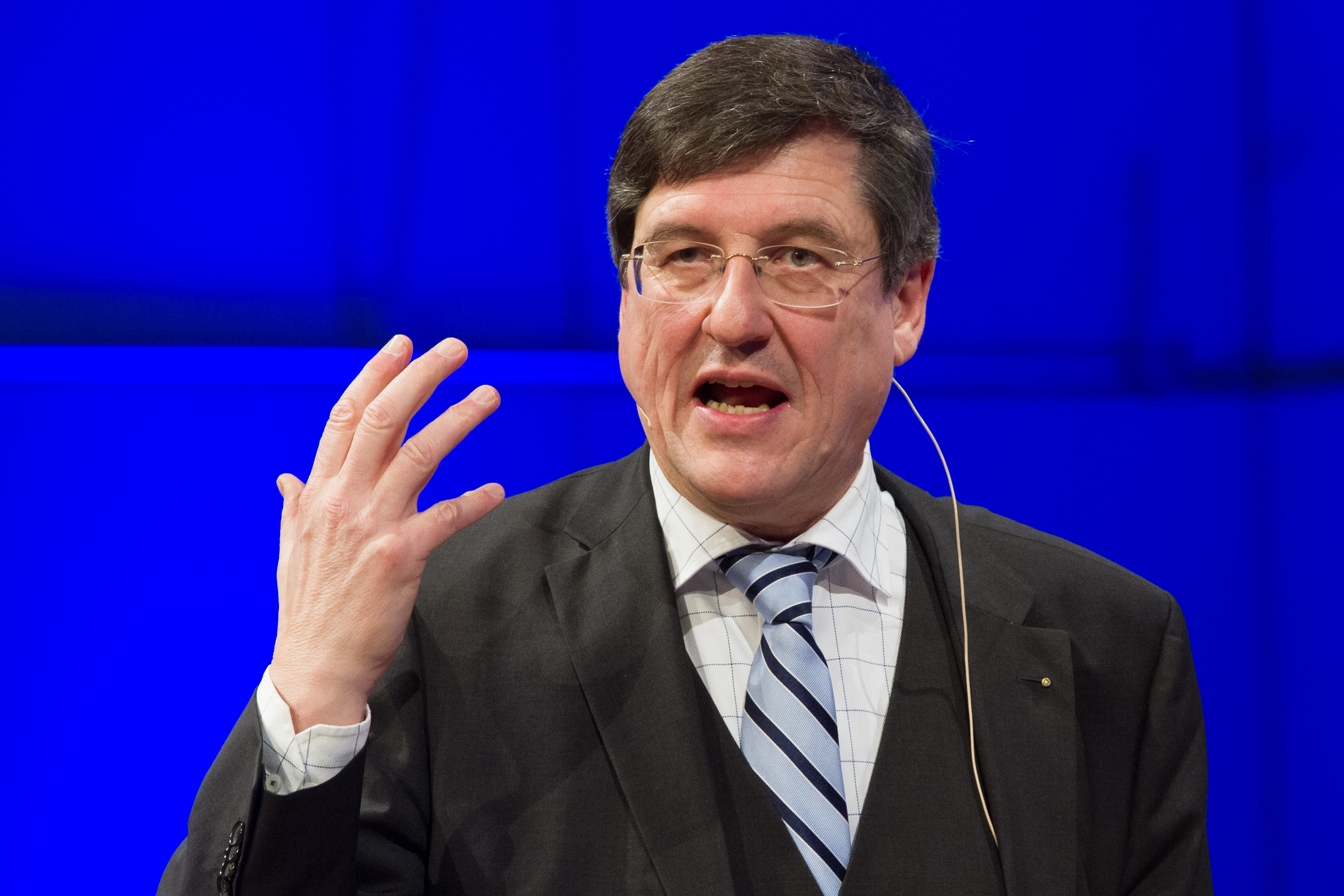
Paqué auf dem Landesparteitag der FDP Baden-Württemberg, 2015

1999 trat Paqué der FDP bei. Von 2001 bis 2007 war Paqué stellvertretender Landesvorsitzender der FDP in Sachsen-Anhalt.
Bei der Landtagswahl in Sachsen-Anhalt 2002 wurde er in den Landtag von Sachsen-Anhalt gewählt. In der Koalition aus CDU und FDP wurde er am 17. Mai 2002 zum Finanzminister des Bundeslandes Sachsen-Anhalt ernannt. Paqué kandidierte als Spitzenkandidat für die FDP bei der Landtagswahl in Sachsen-Anhalt 2006, bei der die FDP ihren Stimmenanteil von 2002 halbierte. Dennoch wurde Paqué in einer Kampfabstimmung gegen den bisherigen Amtsinhaber Veit Wolpert zum Fraktionsvorsitzenden der FDP-Landtagsfraktion gewählt. In einer von der Linkspartei.PDS eingereichten Klage wurde dem Ex-Finanzminister Paqué vom Landesverfassungsgericht 2006 bestätigt, er hätte das Mietgeld für das Landesvermessungsamt nicht am Finanzausschuss des Landtages vorbei freigeben dürfen. Das Urteil hat (so die Magdeburger Volksstimme) wegweisende Bedeutung, weil die Befugnisse der Regierung beschränkt, die Macht des Landtages in Finanzfragen ausgeweitet wurde. Von 2003 bis 2007 war und seit Dezember 2013 ist Paqué Mitglied im Bundesvorstand der FDP. Er ist stellv. Vorsitzender des Bundesfachausschusses Wirtschaft und Arbeit sowie Mitglied des Bundesfachausschusses Finanzen und Steuern der FDP.
Paqué hatte zum 1. April 2008 seinen Rückzug aus der Landespolitik vollzogen: Er legte den Fraktionsvorsitz nieder und gab sein Landtagsmandat zurück, und zwar mit folgender Begründung: „Die Gründe für meine Entscheidung sind vor allem persönlicher Art. Politik ist nicht alles. Nach sechs Jahren in der Landespolitik – vier Jahre als Finanzminister und zwei Jahre als Fraktionsvorsitzender – kommt für mich die Zeit, meine Arbeit als Wissenschaftler und akademischer Lehrer […] wieder aufzunehmen.“
Am 28. Januar 2017 wurde Karl-Heinz Paqué zum Direktkandidaten des Bundestagswahlkreises Magdeburg zur Bundestagswahl 2017 gewählt, verpasste jedoch den Einzug in den 19. Deutschen Bundestag.

## Weitere Funktionen
Paqué ist ehrenamtlich in verschiedenen Vereinen und Stiftungen tätig. Unter anderem war er Vorstandsmitglied des Vereins für Socialpolitik. Bis zum 23. April 2006 war Paqué – qua Amt als Finanzminister Sachsen-Anhalts – auch Vorsitzender des Präsidialausschusses und stellvertretender Vorsitzender des Aufsichtsrates der Nord/LB. Er ist Vorstandsvorsitzender der Herbert Giersch Stiftung, Mitglied des Vorstands der Gesellschaft für Deutschlandforschung e. V., Mitglied des Konvents für Deutschland, der Atlantikbrücke und der Hayek-Gesellschaft sowie Kurator der Initiative Neue Soziale Marktwirtschaft und der Deutschen Gesellschaft e. V. Er war bis 2014 Vorsitzender des Beirats Zivilgesellschaft in Zahlen des Stifterverbandes der Wissenschaft. Er war als Sachverständiger Mitglied zweier Enquete-Kommissionen des Deutschen Bundestages: 1999 bis 2002 in der Enquete Globalisierung der Weltwirtschaft und von Januar 2011 bis April 2013 in der Enquete Wachstum, Wohlstand, Lebensqualität. Er ist seit 2010 Mitglied des Kleinen Gremiums des Bremer Tabak-Collegiums und seit 2012 Mitglied der Europäischen Akademie der Wissenschaften und Künste. Seit 2013 ist er Vorsitzender des wissenschaftlichen Beirats der Agenda Austria. Er ist seit 2013 federführender Herausgeber der Perspektiven der Wirtschaftspolitik, der wirtschaftspolitischen Fachzeitschrift des Vereins für Socialpolitik.
Bei der Friedrich-Naumann-Stiftung für die Freiheit war Paqué von 2013 bis 2014 Kurator und Mitglied des Programmausschusses und von 2014 bis 2018 stellvertretender Vorstandsvorsitzender. Im September 2018 übernahm er schließlich den Vorsitz der Stiftung von Wolfgang Gerhardt. Auf dem 62. Kongress der Liberalen Internationale (LI) im Dezember 2018 in Dakar wählten die Delegierten Paqué zum stellvertretenden Präsidenten.

## Familie
Karl-Heinz Paqué entstammt der Bierbrauerfamilie Paqué aus St. Wendel, wo er auch aufwuchs. Er ist verheiratet mit Sabine Paqué. Sie ist Kunsthistorikerin, aber seit längerer Zeit vor allem im Bereich der Sozialdienste und Sozialpolitik tätig. Sie war Initiatorin des Hospizkreises Magdeburg und für die FDP von 2004 bis 2009 Mitglied im Magdeburger Stadtrat. Zurzeit ist sie Vorsitzende des Seniorenbesuchdienstes Magdeburg.

## Auszeichnungen
- 1987: Universitätspreis der Wirtschafts- und Sozialwissenschaftlichen Fakultät der Universität Kiel
- 1987: Heinz Maier-Leibnitz-Preis des Bundesministers für Bildung und Wissenschaft
- 1988: 1. Preis der Wolfgang-Ritter-Stiftung, Bremen
- 1996: Ehrenprofessor des Landes Schleswig-Holstein[6]
- 2003: Star of Europe, Business Week Europe
- 2010: Nominierung für den Deutschen Wirtschaftsbuchpreis mit dem Buch Wachstum! Die Zukunft des globalen Kapitalismus (Carl Hanser Verlag, München 2010)
- 2012: Ehrendoktorwürde der Universität Miskolc, Ungarn

## Schriften
- Philanthropie und Steuerpolitik. Eine ökonomische Analyse der Förderung privater Wohltätigkeit. J.C.B. Mohr (Paul Siebeck), Tübingen 1986 (= Kieler Studien, Band 203), ISSN 0340-6989.
- mit Herbert Giersch, Holger Schmieding: The Fading Miracle. Four Decades of Market Economy in Germany. Cambridge University Press, Cambridge (UK) 1992, ISBN 0-521-35351-3.
- Structural Unemployment and Real Wage Rigidity. J.C.B. Mohr (Paul Siebeck), Tübingen 1999 (= Kieler Studien, Band 301), ISSN 0340-6989.
- Die Bilanz. Eine wirtschaftliche Analyse der Deutschen Einheit. Carl Hanser Verlag, München 2009, ISBN 978-3-446-41958-2.
- Wachstum! Die Zukunft des globalen Kapitalismus. Carl Hanser Verlag, München 2010, ISBN 978-3-446-42350-3.[7]
- Vollbeschäftigt: Das neue deutsche Jobwunder. Carl Hanser Verlag, München 2012, ISBN 978-3-446-43211-6.
- mit Günther Heydemann (Hrsg.): Planwirtschaft – Privatisierung – Marktwirtschaft. Wirtschaftsordnung und -entwicklung in der SBZ/DDR und den neuen Bundesländern 1945–1994. Vandenhoeck & Ruprecht, Göttingen 2017 (= Schriften des Hannah-Arendt-Instituts für Totalitarismusforschung, Band 63), ISBN 978-3-525-36975-3.
- mit Richard Schröder: Gespaltene Nation? – Einspruch! 30 Jahre Deutsche Einheit. NZZ Libro, Basel 2020, ISBN 978-3-907291-00-9.